# Unset
Em sistemas Unix e Unix-like, o comando unset é utilizado para a remoção de variáveis declaradas.
O comando somente não tem êxito para variáveis declaradas como somente leitura, usado pelo comando:
1. readonly <nomedavariável>